# Бічикту-Боом
Бічикту-Боом (рос. Бичикту-Боом) — село Онгудайського району, Республіка Алтай Росії. Входить до складу Каракольського сільського поселення.
Населення — 245 осіб (2015 рік).